# Arrigo Remondini
Pour les articles homonymes, voir Remondini.
Arrigo Remondini, né en 1923 en Italie et mort en 1981 à Torfou (Essonne), est un recordman du monde motocycliste et un motoriste du moteur Matra V12. Son père, Giuseppe Remondini fut le concepteur des motocyclettes Jonghi.

## Recordman du monde de motocyclette
Le 15 octobre 1948, la veille de son mariage, il bat 8 records du mone à l’autodrome de Linas-Montlhéry, sur une 125 cm3 Jonghi. 
- 5 kilomètre départ lancé : 124, 280 km/h,
- 5 miles départ lancé : 124, 270 km/h,
- 10 kilomètres départ arrêté : 118, 730 km/h,
- 10 miles départ arrêté : 120, 750 km/h,
- 50 kilomètres départ arrêté : 122, 984 km/h,
- 50 miles départ arrêté : 123, 146 km/h,
- 100 kilomètres départ arrêté : 122, 879 km/h,
- et dans l’heure : 122, 897 km/h.

En 1951, toujours à l’autodrome de Linas-Montlhéry et sur une 125 cm3 Jonghi, il effectue plusieurs autres tentatives de record du monde.
En 1955, sur un cyclomoteur 50 cm3 Jonghi, il atteint la vitesse de 96 km/h sur l'anneau de vitesse de l’autodrome de Linas-Montlhéry et planifie une série de tentatives de record du monde, dont le record de l’heure. La tentative est interdite par la Chambre syndicale des constructeurs sous la pression des grandes marques (Motobécane, Terrot, Peugeot…) qui  ne souhaitent pas voir leur production utilitaire concurrencée par de nouvelles techniques à caractère sportif. Le projet est reporté sur l’autodrome de Monza, mais n’aboutit pas.

## Motoriste du moteur Matra V12
Arrigo Remondini rencontre chez son père Giuseppe Remondini, Jean-Pierre Beltoise  qui  cherche à obtenir un maximum de puissance de sa 125 cm3 Jonghi de compétition; il devient son  mécanicien attitré et le suit chez Matra Sports.
Motoriste du moteur V12, il  prépare et accompagne les saisons de Formule 1 et de Sport-prototypes durant les années 1970, tant pour l’écurie elle-même que pour les équipes clientes comme Ligier.
Il décède en 1981, à l’âge de 58 ans, et repose au cimetière de Torfou près de son père.

## Sources
- Moto-Revue no 1440, pages  483, par C.R.: « Les records d’Arrigo Remondini sur Jonghi ».
- Moto Jonghi (consulté le 17 mars 2015).
- (en) Wheels of Italy : Jonghi (consulté le 17 mars 2015).